# Бух (Швабија)
Бух (њем. Buch) град је у њемачкој савезној држави Баварска. Једно је од 17 општинских средишта округа Ној-Улм. Према процјени из 2010. у граду је живјело 3.647 становника. Посједује регионалну шифру (AGS) 9775118.

## Географски и демографски подаци
Бух се налази у савезној држави Баварска у округу Ној-Улм. Град се налази на надморској висини од 540 метара. Површина општине износи 39,9 km². У самом граду је, према процјени из 2010. године, живјело 3.647 становника. Просјечна густина становништва износи 91 становника/km².